# João Franco
João Ferreira Franco Pinto Castelo Branco, född den 14 februari 1855, död den 4 april 1929, var en portugisisk statsman.

## Biografi
Franco studerade juridik vid universitetet i Coimbra och var en tid kunglig prokurator. I politiken slöt han sig först till det konservativa partiet (regeneradores) samt inträdde 1891 som minister för allmänna arbeten, handel och industri i den moderatkonservativa ministären Abreu e Sousa, med vilken han avgick i januari 1892. Franco var sedan inrikesminister februari 1893–februari 1897 under Hintze Ribeiro, men skilde sig därefter från denne ledare för det konservativa partiet och bildade en fristående centergrupp (regeneradores liberales).
År 1895 blev han medlem av Portugals statsråd. Med stöd även från liberalt håll blev Franco premiärminister i maj 1906, upplöste cortes i juni och invecklades sedan på hösten i häftiga strider med den nyvalda representationen, som ej ville godkänna regeringens förslag om tobaksmonopol samt vid förhandlingarna därom riktade skarpa angrepp mot monarken personligen. När det efter långvariga och resultatlösa strider och förhandlingar med de politiske partiledarna visade sig omöjligt att komma till uppgörelse med parlamentet, erhöll Franco i maj 1907 av kung Karl bemyndigande att tillsvidare regera utan parlament. Franco vidtog nu som ett slags diktator en mängd genomgripande reformåtgärder, vilkas genomförande förut omöjliggjorts av partistriderna inom parlamentet. Så bragte han exempelvis större reda i finanserna, sökte förbättra undervisningsväsendet samt påbörjade en reorganisering av de byråkratiska ämbetsverken, varvid de lägre ämbetsmännen – liksom samtidigt även lägre officerare och underofficerare – fick en drägligare ekonomisk ställning.
Kungens bevågenhet för Franco stärktes genom en nyreglering av civillistan. De med Franco och även inbördes rivaliserande parlamentariska partiledarna iakttog hans diktatur med vanmäktig förbittring; hänsynslöst hindrade regeringen genom tvångsåtgärder mot pressen deras missnöje att ta sig öppet uttryck, och en i november samma år i Lissabon och Porto hotande revolutionär rörelse med kungens nödtvungna abdikering eller rent av republikens införande som mål fick ingen nämnvärd anslutning bland de breda folklagren samt hindrades med lätthet av Franco från att utbryta i öppet uppror. Då han i slutet av december ansåg, att lugnare förhållanden återinträtt, öppnade han utsikt till den häftigt klandrade diktaturens upphörande genom att låta utskriva nya val till cortes att hållas i april 1908. De masshäktningar av politiska motståndare han företagit besvarades dock av republikanerna med mordet (1 februari 1908) på kung Karl och tronföljaren. Franco nödgades då avgå (3 februari) och lämnade för en tid Portugal. Efter republikens införande (i oktober 1910) häktades han, men frigavs snart mot borgen, och mot honom anställt åtal för ämbetsmissbruk annullerades genom beslut av appellationsdomstolen. I det politiska livet framträdde Franco inte mer.